# Горбань Олександр Миколайович
Олекса́ндр Микола́йович Горб́ань (1934, с. Ключовка Бєляєвського району Оренбурзької області, СРСР) — 1 вересня 2017, м. Запоріжжя— Радник ректора Класичного приватного університету, доктор фізико-математичних наук, професор, академік громадської організації «Академії наук вищої школи України», дійсний член громадської організації «Академія наук соціальних технологій і місцевого самоврядування», член наукової ради з проблеми «Фізика напівпровідників та напівпровідникові пристрої» при Відділенні фізики і астрономії Національної академії наук України, головний редактор наукового журналу «Складні системи і процеси», член редакційних колегій наукових журналів «Нові технології», «Радіотехніка. Електроніка. Інформатика».

## Життєпис
У 1956 р. закінчив фізико-технічний факультет Томського політехнічного інституту. У 1960 р. захистив кандидатську дисертацію з фізико-математичних наук «Про фізико-хімічну природу кандолюмінесценції», а у 1969 р. — докторську дисертацію з фізико-математичних наук «Радикалолюминесценція» у 1963 р. присвоєно вчене звання доцента, а у 1972 р. — професора. Відкрив явище радікалолюмінесценції твердих тіл.
Із 1961 р. працює у вищих навчальних закладах Запоріжжя: доцентом та завідувачем кафедри Запорізького машинобудівного інституту (тепер національного технічного університету), першим проректором, завідувачем кафедри Запорізького державного університету (1887—1997 р.), першим проректором Класичного приватного університету (1997—2013 р.), радником ректора Класичного приватного університету (з 2013 р.).
За його ініціативою було відкрито спеціальність «Напівпровідникові прилади» і його зусиллями створено відповідну кафедру у Запорізькому державному технічному університеті, спеціальність «Фізика твердого тіла» і кафедру твердотільної електроніки та мікроелектроніки у Запорізькому державному університеті, спеціальності «Системний аналіз і управління» та «Програмне забезпечення автоматизованих систем» і кафедру програмування та інформаційних технологій у Класичному приватному університеті.
Професор Горбань О. М. багато років очолював створений за його ініціативою та при його активній участі науково-освітньій комплекс Класичного приватного університету, до складу якого, окрім самого університету, входять 160 навчальних та наукових закладів. За особистою участю О.М Горбаня комплекс реалізує безперервну ступеневу освіту від початкової школи до підготовки науковців вищої кваліфікації, розробляє інтегровані навчальні плани та програми, плани професійної орієнтації, надає методичну допомогу й підвищує кваліфікацію викладачів.
У 1969—1989 рр. під керівництвом проф. Горбаня О. М. виконано роботи за понад 20 науково-дослідними темами в галузі мікроелектроніки. У 1999—2002 рр. за замовленням Українського науково-технологічного центру виконано науково-дослідний проект «Вплив активних атомних частинок газового оточення на фізичні властивості поверхні висотних літальних апаратів». Основними напрямами наукових досліджень Горбаня О. М. є вивчення взаємодії атомних частинок з поверхнею твердих тіл та фізичних процесів у мікроелектронних пристроях. Певна увага приділяється науковим дослідженням освітньої системи.
Підсумки наукової та науково-методичної роботи викладено у 2 монографіях, 3 навчальних посібниках, 19 патентах та авторських свідоцтвах, 296 інших публікаціях. Він підготував 18 кандидатів і одного доктора наук. У 1993 р. його обрано академіком громадської організації «Академія наук вищої школи України», а у 2006 р. — дійсним членом громадської організації «Академія наук соціальних технологій та місцевого самоврядування».
О. М. Горбань бере активну участь у громадському житті: робота у районному та обласному відділеннях товариства «Знання», обласному комітеті народного контролю, профспілковій організації та науково-методичній раді запорізького машинобудівного інституту, члена Науково-методичних рад і комісій Міністерства вищої і середньої спеціальної освіти СРСР та Державного Комітету освіти СРСР (1970—1990 рр.), керівництво аспірантурою (з 1970 р.) і докторантурою (з 1993 р.), робота члена спеціалізованої ради по захисту докторських дисертацій з фізики напівпровідників та діелектриків Московського енергетичного інституту (1980—1987 рр.), заступника голови і голови спеціалізованої ради по захисту кандидатських дисертацій з фізики напівпровідників і діелектриків Запорізького державного університету (з 1989 р), головного редактора наукового журналу «Складні системи і процеси». З 1989 по 1994 р. він був депутатом Запорізької міської ради народних депутатів.

## Нагороди
Нагороджений медалями «За доблесну працю. В ознаменування 100-річчя з дня народження Володимира Ілліча Леніна» (1970 р.), медаль «За трудову доблесть» (1981 р.). Медаль «Ветеран праці» (1984 р.), знаком «За отличные успехи в работе» Міністерства вищої і середньої спеціальної освіти СРСР (1985 р.). Він є Відмінником освіти України (1995 р.).